# David González (1996)
David González López (Fontiveros, 21 februari 1996) is een Spaans wielrenner die sinds 2025 rijdt voor Q36.5 Pro Cycling Team.

## Carrière
In 2018 behaalde González meerdere overwinningen in het Spaanse nationale circuit. In 2019 maakte hij de overstap naar de profs bij Caja Rural-Seguros RGA. In zijn eerste seizoen werd hij onder meer tweede in de tweede etappe van de Ronde van Rhône-Alpes Isère en nam hij deel aan de Ronde van het Baskenland.

## Belangrijkste overwinningen
2022
Bergklassement Ronde van Castilië en León
2023
1e etappe Trofeo Joaquim Agostinho
2024
1e etappe Trofeo Joaquim Agostinho

## Resultaten in voornaamste wedstrijden
| Jaar | Ronde van Italië | Ronde van Frankrijk | Ronde van Spanje |
| ---- | ---------------- | ------------------- | ---------------- |
| 2020 |                  |                     |                  |
| 2021 |                  |                     |                  |
| 2022 |                  |                     |                  |
| 2023 |                  |                     | 106e             |
| 2024 |                  |                     |                  |
| 2025 |                  |                     |                  |

| Jaar | Gent-Wevelgem | Ronde van Vlaanderen | Brabantse Pijl | Parijs-Tours |
| ---- | ------------- | -------------------- | -------------- | ------------ |
| 2020 |               |                      |                | 61e          |
| 2021 |               |                      |                |              |
| 2022 |               |                      |                |              |
| 2023 |               |                      |                |              |
| 2024 |               |                      | 24e            |              |
| 2025 | opgave        | 98e                  |                |              |

## Ploegen
- 2019 –  Caja Rural-Seguros RGA
- 2020 –  Caja Rural-Seguros RGA
- 2021 –  Caja Rural-Seguros RGA
- 2022 –  Caja Rural-Seguros RGA
- 2023 –  Caja Rural-Seguros RGA
- 2024 –  Caja Rural-Seguros RGA
- 2025 –  Q36.5 Pro Cycling Team

Aberasturi · Amezqueta · Aranburu · Banaszek · Cañellas · Cepeda · Tsjernetski · Cuadros · Gonçalves · González · Irisarri · Lastra · Malucelli · Molina · Mora · Moreira · Nicolau · Pardilla · Rodríguez · Serrano · Soto · Lazkano (stagiair) · Martín (stagiair) · Pascual (stagiair)
Amezqueta · Aular · Bagües · Barceló · Barrenetxea · Calle · Cepeda · Cuadros · Etxeberria · García · González · Johnston · Lastra · Leitão · Martín · Murguialday · Nicolau · Nieve · Pira · Prades ·Schlegel  · Balderstone (stagiair) · López de Abetxuko (stagiair) · López (stagiair)
Amezqueta · Aular · Babor · Balderstone · Barceló · Barrenetxea · Bárta · Cepeda · Etxeberria · García · González · Hailemichael · Johnston · Leitão · López · Martín · Murguialday · Nicolau · Pira · Prades ·Schlegel  · Sorarrain (vanaf 31/7) · Guardeño (stagiair) · Ibáñez (stagiair) · Silva (stagiair)
Arriola-Bengoa · Aular · Babor · Balderstone · Barceló · Bárta · Berwick · Cepeda · Etxeberria 
· Fernández · González · Guardeño · Hailemichael · Johnston · Leitão · López · Murguialday · Nicolau · Prades ·Schlegel · Silva · Sorarrain · Díaz (stagiair) · Ibáñez (stagiair)